# Marco Histórico Nacional em Vermont

Localização de Vermont nos Estados Unidos.

A lista de Marco Histórico Nacional em Vermont contem os marcos designados pelo Governo Federal dos Estados Unidos para o estado norte-americano de Vermont.
Existem 17 Marcos Históricos Nacional (NHLs) em Vermont. Eles estão distribuídos em 7 dos 14 condados do estado. O primeiro marco de Vermont foi designado em 22 de setembro de 1960 e o mais recente em 3 de janeiro de 2001.

## Listagem atual
Legenda:
| NRHP | Registro Nacional de Lugares Históricos |
| NHL  | Marco Histórico Nacional                |
| NHLD | Distrito Histórico Nacional             |
| HD   | Distrito Histórico                      |
| NHS  | Local Histórico Nacional                |
| NMEM | Memorial Nacional dos EUA               |
| NMON | Monumento Nacional dos EUA              |
| NHP  | Parque Histórico Nacional dos EUA       |
| NMP  | Parque Nacional Militar dos EUA         |

| [ 2 ] | Nome                                         | Imagem | Inclusão                         | Localidade e coordenadas                                                                      | Condado    | NHLS     | Observações                                                          |
| ----- | -------------------------------------------- | ------ | -------------------------------- | --------------------------------------------------------------------------------------------- | ---------- | -------- | -------------------------------------------------------------------- |
| 1     | Assembléia Legislativa de Vermont            |        | 30 de dezembro de 1970 (54 anos) | State Street Montpelier 44° 15′ 44″ N, 72° 34′ 51″ O                                          | Washington | 70000739 |                                                                      |
| 2     | Casa de infância de George Perkins Marsh     |        | 11 de junho de 1967 (57 anos)    | Elm Street, 54 Woodstock                                                                      | Windsor    | 67000023 |                                                                      |
| 3     | Distrito Calvin Coolidge Homestead           |        | 23 de junho de 1965 (59 anos)    | Plymouth Notch 43° 32′ 09″ N, 72° 43′ 20″ O                                                   | Windsor    | 66000794 | Local de nascimento e casa da família do presidente Calvin Coolidge. |
| 4     | Emma Willard House                           |        | 21 de dezembro de 1965 (59 anos) | South Main Street, 131, Middlebury 44° 00′ 27″ N, 73° 10′ 29″ O                               | Addison    | 66000798 |                                                                      |
| 5     | Fazenda Robert Frost                         |        | 23 de maio de 1968 (56 anos)     | Ripton 43° 57′ 59″ N, 73° 00′ 17″ O                                                           | Addison    | 68000046 |                                                                      |
| 6     | Fazendas Shelburne                           |        | 3 de janeiro de 2001 (24 anos)   | Shelburne 44° 23′ 31,69″ N, 73° 15′ 26,04″ O                                                  | Chittenden | 80000330 |                                                                      |
| 7     | Hall do Partido Social Trabalhista           |        | 16 de maio de 2000 (24 anos)     | Granite Street, 46 Barre 44° 11′ 54,31″ N, 72° 30′ 26,74″ O                                   | Washington | 98001267 |                                                                      |
| 8     | Igreja Redonda                               |        | 19 de junho de 1996 (28 anos)    | Bridge Street Richmond 44° 23′ 56,3″ N, 72° 59′ 58″ O                                         | Chittenden | 74000355 |                                                                      |
| 9     | Justin S. Morrill Homestead                  |        | 22 de setembro de 1960 (64 anos) | Morrill Highway, lado leste, sul de village common Strafford 43° 51′ 46,4″ N, 72° 22′ 33,4″ O | Orange     | 66000795 |                                                                      |
| 10    | Monte Independence                           |        | 28 de novembro de 1972 (52 anos) | No Lago Champlain, oposto ao Forte Ticonderoga Orwell 43° 49′ 35″ N, 73° 22′ 49″ O            | Addison    | 71000079 |                                                                      |
| 11    | Naulakha (Rudyard Kipling House)             |        | 4 de novembro de 1993 (31 anos)  | Kipling Road, RR #1, Box 510 Dummerston 42° 53′ 55″ N, 72° 33′ 51″ O                          | Windham    | 79000231 |                                                                      |
| 12    | Observatório Stellafane                      |        | 20 de dezembro de 1989 (35 anos) | North Springfield 43° 16′ 40,7″ N, 72° 31′ 09,6″ O                                            | Windsor    | 77000107 |                                                                      |
| 13    | Robbins and Lawrence Armory and Machine Shop |        | 13 de novembro de 1966 (58 anos) | Windsor 43° 28′ 28,7″ N, 72° 23′ 23″ O                                                        | Windsor    | 66000796 |                                                                      |
| 14    | Rockingham Meeting House                     |        | 16 de maio de 2000 (24 anos)     | Old North Meeting House Road Rockingham 43° 11′ 16″ N, 72° 29′ 12,8″ O                        | Windham    | 79000232 |                                                                      |
| 15    | Rokeby                                       |        | 9 de dezembro de 1997 (27 anos)  | U.S. Route 7 Ferrisburg 44° 13′ 20″ N, 73° 14′ 16,92″ O                                       | Addison    | 74000201 |                                                                      |
| 16    | St. Johnsbury Athenaeum                      |        | 19 de junho de 1996 (28 anos)    | Main Street, 1171 St. Johnsbury 44° 25′ 06,38″ N, 72° 01′ 15,72″ O                            | Caledonia  | 96000970 |                                                                      |
| 17    | TICONDEROGA (Side-paddle-wheel Lakeboat)     |        | 28 de janeiro de 1964 (61 anos)  | Museu Shelburne Shelburne 44° 22′ 31,55″ N, 73° 13′ 56,38″ O                                  | Chittenden | 66000797 |                                                                      |

## Áreas históricas do NPS em Vermont
Locais históricos nacional, parques históricos nacional, alguns monumentos nacional e determinadas áreas listadas no Sistema Nacional de Parques são marcos históricos de importância nacional, geralmente já protegidos antes mesmo da criação do programa NHL em 1960.
|   | Nome                                                 | Imagem | Inclusão       | Localidade e coordenadas | Condado | NRIS     | Observações |
| - | ---------------------------------------------------- | ------ | -------------- | ------------------------ | ------- | -------- | ----------- |
| 1 | Parque Histórico Nacional Marsh-Billings-Rockefeller |        | 1992 (33 anos) | P.O. Box 178, Woodstock  | Windsor | 03000282 |             |

## NHL extinto
Um local em Vermont foi designado Marcos Históricos Nacional e, posteriormente, de-designados.
|   | Nome                           | Imagem | Inclusão                                  | Localidade e coordenadas | Condado    | Observações |
| - | ------------------------------ | ------ | ----------------------------------------- | ------------------------ | ---------- | --- |
| a | Robert Frost Farm, "The Gully" |        | 1968 (57 anos) Excluído em 1986 (39 anos) | South Shaftsbury         | Bennington | Esta propriedade foi a residência do poeta Robert Frost entre 1929 e 1938. Muitos dos poemas de seu ganhador do prêmio Pulitzer Collected Poems (1930) e A Further Range (1937) foram escritos aqui. A propriedade permaneceu na família Frost até 1963. Extensas renovações para os edifícios a partir de 1979 levou o Serviço de Parques a retirar a designação do marco. |